# ロング・ジョン・シルヴァース

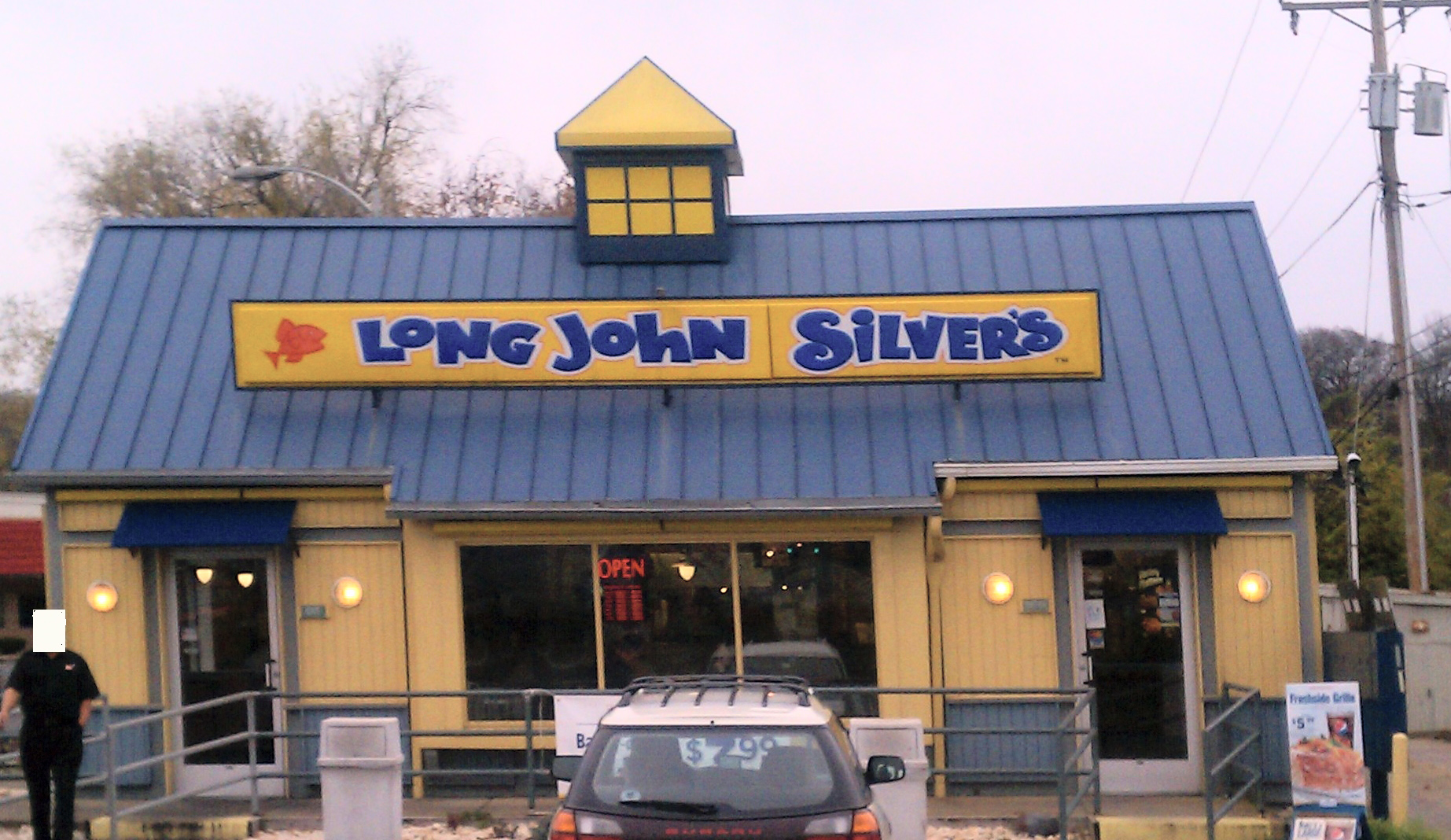
同じヤム!ブランズ経営のケンタッキーフライドチキンとの共同店舗

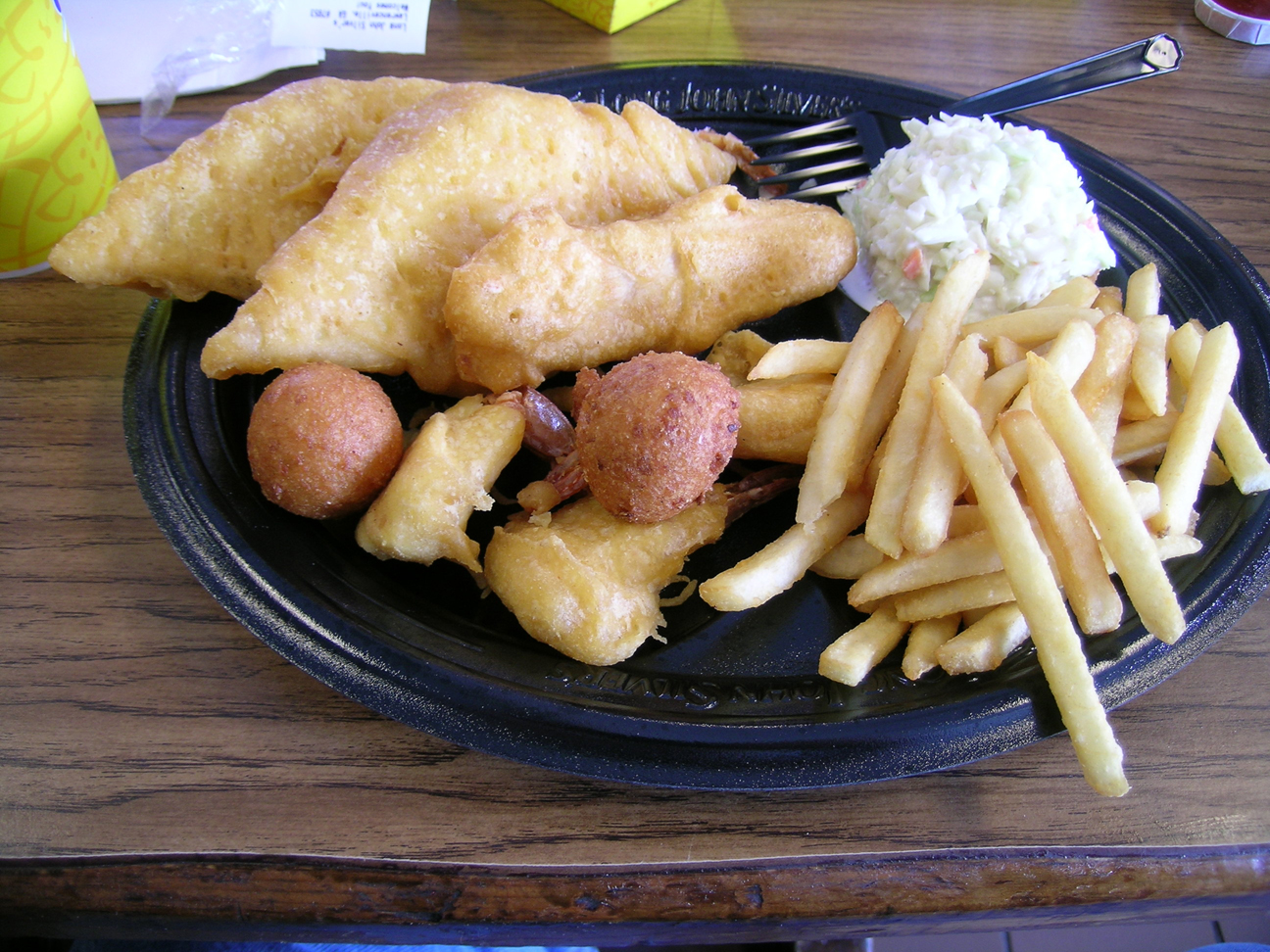
同じヤム!ブランズ経営のケンタッキーフライドチキンとの共同店舗

ロング・ジョン・シルヴァース (Long John Silver’s) は、ヤム・ブランズが経営する、北アメリカを代表するファーストフードチェーンレストラン。会社は1969年設立。
カナダでは、プリスズム社の経営下におかれている。
シーフードやフィッシュ・アンド・チップスを定番としたファーストフード店で、有名な小説「宝島」に登場する海賊、のっぽのジョン・シルバーの名前を店名に借りている。
日本にもあったが、1984年に撤退。